# Furacão de Nova Iorque de 1893
O furacão de Nova Iorque de 1893, também conhecido como Tempestade da Meia-noite, foi um poderoso e destrutivo ciclone tropical que atingiu a área da cidade de Nova Iorque em agosto de 1893. Identificado pela primeira vez como uma tempestade tropical em 15 de agosto, sobre o Oceano Atlântico central, o furacão moveu-se para noroeste na maior parte de seu caminho, atingindo o pico com ventos máximos sustentados de 185 km/h (115 mph) e uma leitura de pressão barométrica mínima de 952 mbar (hPa; 28,11 inHg). Ele virou para o norte ao se aproximar da costa leste dos Estados Unidos e atingiu o oeste de Long Island em 24 de agosto. Moveu-se para o interior e rapidamente se deteriorou, degenerando no dia seguinte.
A tempestade infligiu graves danos com marés de tempestade de até 9.1 m (30 ft). Árvores foram derrubadas, casas foram demolidas e a Ilha Hog foi em grande parte arrastada pelo ciclone. Várias áreas sofreram grandes efeitos do furacão e pelo menos 34 marinheiros perderam a vida. A tempestade é considerada um dos furacões mais severos a atingir a cidade.

## História meteorológica
O sistema foi classificado pela primeira vez como uma tempestade tropical enquanto estava situado no centro do Oceano Atlântico em 15 de agosto de 1893. Intensificou-se constantemente à medida que seguia em direção ao oeste e atingia a força do furacão. Curvando-se gradualmente para noroeste, a tempestade continuou a ganhar força e, em 18 de agosto, atingiu velocidades de vento correspondentes à intensidade de categoria 2 na atual escala de furacões Saffir-Simpson. Esta escala foi criada em 1971 para categorizar os ciclones tropicais com base em seus ventos máximos sustentados. Estima-se que a tempestade tenha mantido ventos de aproximadamente 160 km/h (100 mph) durante vários dias ao passar bem ao norte das Pequenas Antilhas. À medida que o furacão se dirigia ainda mais para o norte, aproximando-se dos Estados Unidos, ele se fortaleceu para uma intensidade de furacão maior de categoria 3, em 22 de agosto. Nessa época, atingiu o pico de intensidade com ventos de 185 km/h (115 mph). A pressão barométrica mais baixa conhecida em relação à tempestade foi de 952 mbar (hPa; 28,11 inHg).
Menos de um dia depois, a tempestade deteriorou-se para a força da categoria 2. Cabo Hatteras, na Carolina do Norte, experimentou o furacão na manhã de 23 de agosto, enquanto seu centro passou a menos de 160 km (100 mi) no mar. Dirigindo-se quase para o norte, o ciclone roçou a costa de Nova Jérsia, passando a leste de Atlantic City, e enfraqueceu ainda mais para o status de categoria 1. Em 23 de agosto, a tempestade foi um dos quatro furacões que ocorreram simultaneamente no Oceano Atlântico. Em 24 de agosto, a tempestade atingiu a costa oeste de Long Island, na área da cidade de Nova Iorque. Às 12:00 UTC daquele dia, enquanto centrado no interior, seus ventos máximos foram estimados em 137 km/h (85 mph). Ele progrediu para o norte através da Nova Inglaterra, enfraquecendo rapidamente. Foi brevemente rebaixado para uma tempestade tropical antes de se tornar extratropical. Ele se dissipou totalmente em 25 de agosto, perto da foz do rio Saint Lawrence.
Os ventos da tempestade excederam 80 km/h (50 mph) em Atlantic City e Nova Iorque, soprando inicialmente de nordeste antes de mudar para sudoeste. O furacão causou grande destruição, descrito pelo The New York Times em 25 de agosto como "uma poderosa guerra de ventos e uma grande queda de chaminés" e 9,700 mm (382 in) de chuva caindo das 20h de quarta-feira às 8h de quinta-feira. A  maré tempestade 30 ft (9 m) atingiu a costa, demolindo estruturas tão grandes quanto uma ferrovia elevada. A tempestade foi citada como um exemplo de um notável ciclone tropical na cidade de Nova Iorque. O ciclone é conhecido por destruir em grande parte a Ilha Hog, uma ilha turística desenvolvida ao longo da costa sul de Long Island, que existia ao largo a 1.6 km (1 mi) na década de 1870.
O pior dos danos teria sido confinado a 80 km (50 mi) ao redor da cidade de Nova Iorque. Em um período de 12 horas, 9,700 mm (382 in) de precipitação caiu, quebrando o recorde diário de precipitação. Centenas de milhares de dólares em perdas acompanharam o forte impacto. As áreas baixas da cidade, principalmente as próximas à costa, foram inundadas. Telhados e chaminés foram arrancados de edifícios e janelas foram quebradas em muitas casas e empresas. No Central Park, "mais de cem árvores nobres foram arrancadas pela raiz e os galhos foram arrancados por toda parte." O parque foi devastado e milhares de pássaros mortos caíram no chão depois de serem arrastados ou afogados em seus ninhos. Grupos de crianças apanhavam as aves, com a aparente intenção de as vender a restaurantes. A tempestade tirou a vida de 34 marinheiros quando os navios foram levados para a costa e os homens foram arrastados para o mar. O rebocador Panther, rebocando duas barcaças de carvão, naufragou; 17 tripulantes morreram e três sobreviveram.
Os ventos fortes derrubaram os fios do telégrafo e deixaram a cidade quase totalmente sem comunicação com locais externos. Em Coney Island, a tempestade destruiu completamente muitos edifícios, passarelas, cais e resorts de praia. Brighton Beach foi particularmente atingida. Os mares furiosos varreram o interior, lavando os trilhos da Marine Railway. As casas de banho foram movidas a uma grande distância pelo ciclone. Perto de da Baía de Sheepshead, a Avenida Emmons foi fortemente danificada. Mais a leste, em Greenport, vários iates naufragaram e se espalharam. As plantações de milho na terra foram arruinadas e as árvores frutíferas perderam seus frutos.
No Brooklyn, ainda uma cidade independente de Nova Iorque, as casas foram desmontadas e as árvores arrancadas bloquearam as ruas. Os danos foram generalizados por toda a área e as águas da enchente atingiram níveis altos. A tempestade foi a mais severa em anos em Jersey City, Nova Jérsia, apesar de seus danos terem sido moderados. Árvores foram derrubadas e as caves encheram de água localmente e em áreas próximas, como Hoboken.